# San Román (Buenos Aires)
San Román es una localidad argentina, del partido de Coronel Dorrego, en la provincia de Buenos Aires.

## Población
Cuenta con {{Indec|62|2022}, lo que representa un incremento del 63 % frente a los 38 habitantes (Indec, 2010) del censo anterior.
| Gráfica de evolución demográfica de San Román entre 1991 y 2022 |
|                                                                 |
| Fuente: Censos nacionales del INDEC                             |